# Monastère de Pažaislis
L'église et le monastère de Pažaislis ((lt) Pažaislio vienuolynas, (pl) klasztor w Pożajściu) forment le plus important ensemble monastique de Lituanie, et un des plus beaux exemples de l'architecture baroque dans l'Est de l'Europe. Il se trouve à Kaunas, la deuxième ville du pays.

## Histoire
Fondé en 1662 par le chancelier Krzysztof Zygmunt Pac pour les ermites de l'ordre des Camaldules, la plus grande partie du monument a été édifié avant 1674 et parachevé jusqu'en 1712. L'église a été dessinée par Pietro Puttini. Les travaux ont été menés par Carlo et Pietro Puttini, Giovanni Battista Frediani. La construction des deux tours et du dôme après 1755 fut financé par Michał Jan Pac.
Lors du passage du Niémen avec la grande armée le 24 juin 1812, Napoléon Bonaparte visite le monastère.
En 1832 l'église fut fermée par l'occupant russe et plus tard convertie en église russe orthodoxe. Après 1920 l'église en ruine est restituée aux catholiques et est restaurée par les sœurs du couvent de Saint Casimir. Après la Seconde Guerre mondiale, les autorités Soviétiques convertissent l'ensemble des bâtiments en un centre d'archives, hôpital psychiatrique puis en une galerie d'art (en 1966). En 1990 le complexe est restitué aux religieuses et une restauration est entreprise.

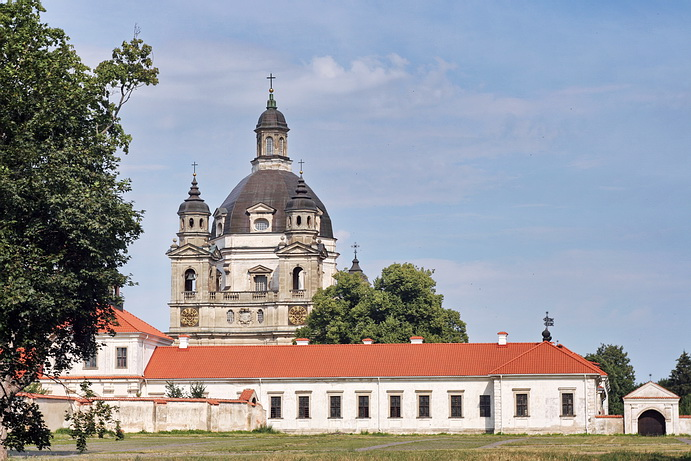
Vue de l'ensemble depuis le sud-ouest.
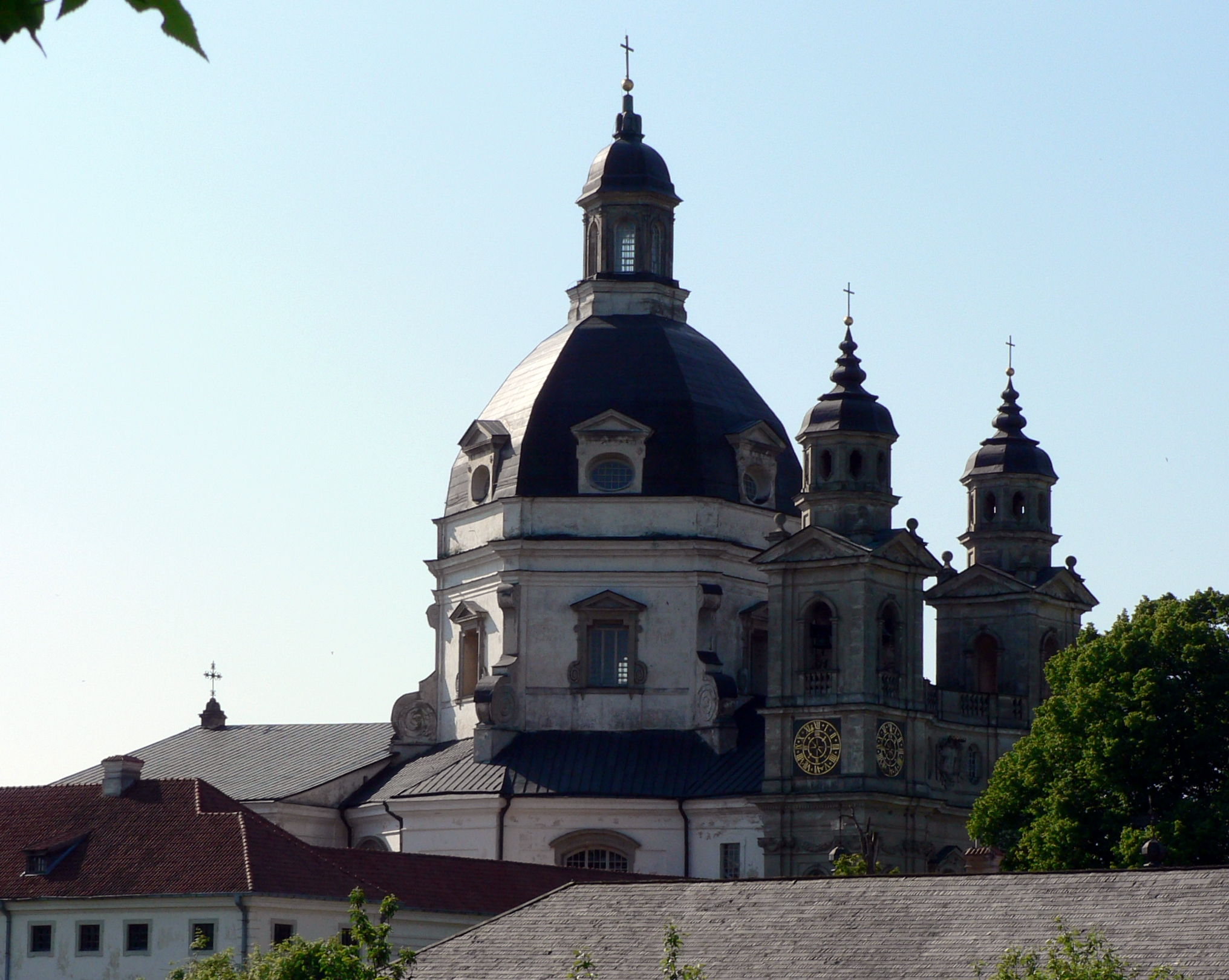
Le dôme depuis la péninsule de Pažaislis.
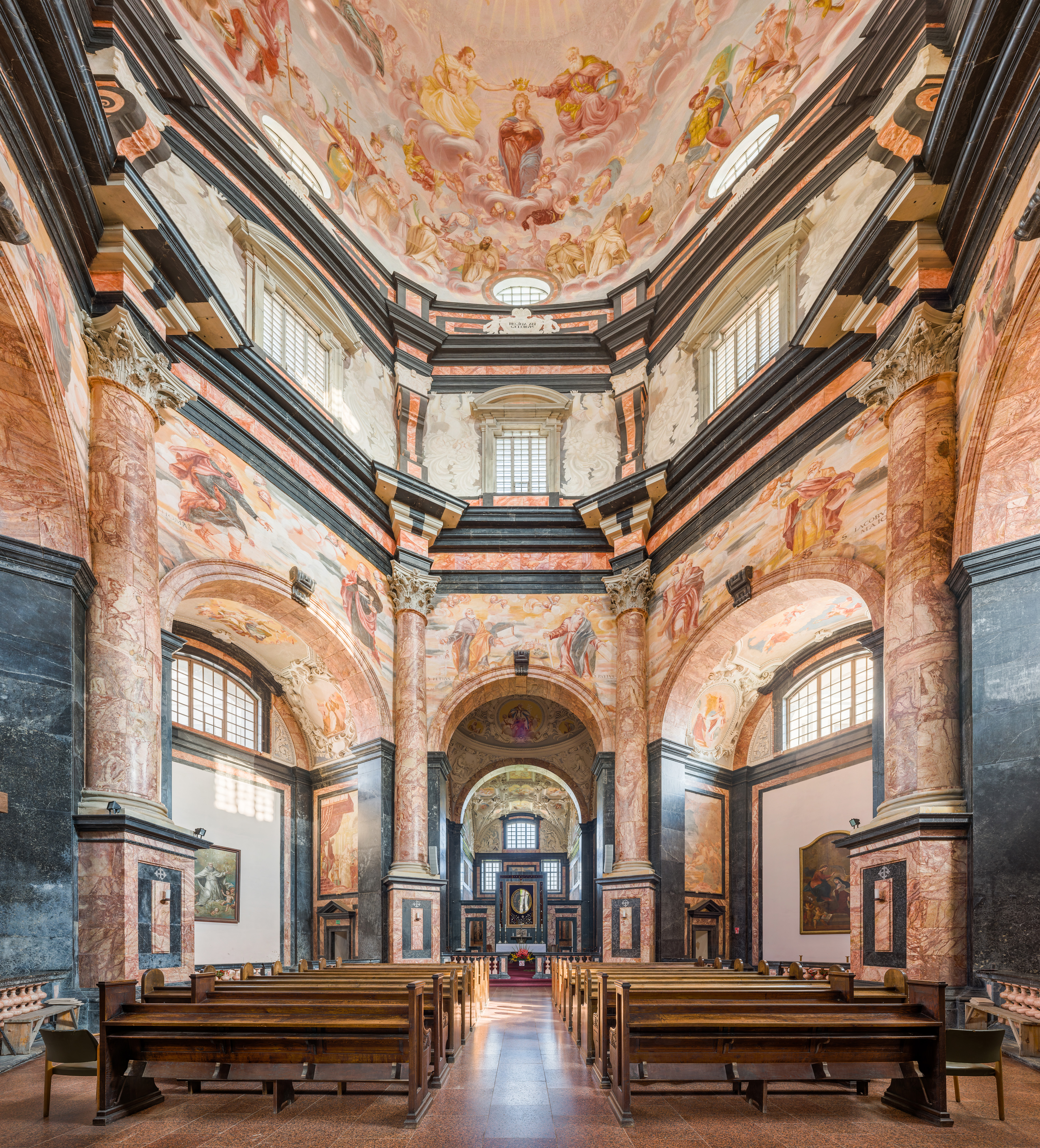
Intérieur de l'église de Pažaislis.
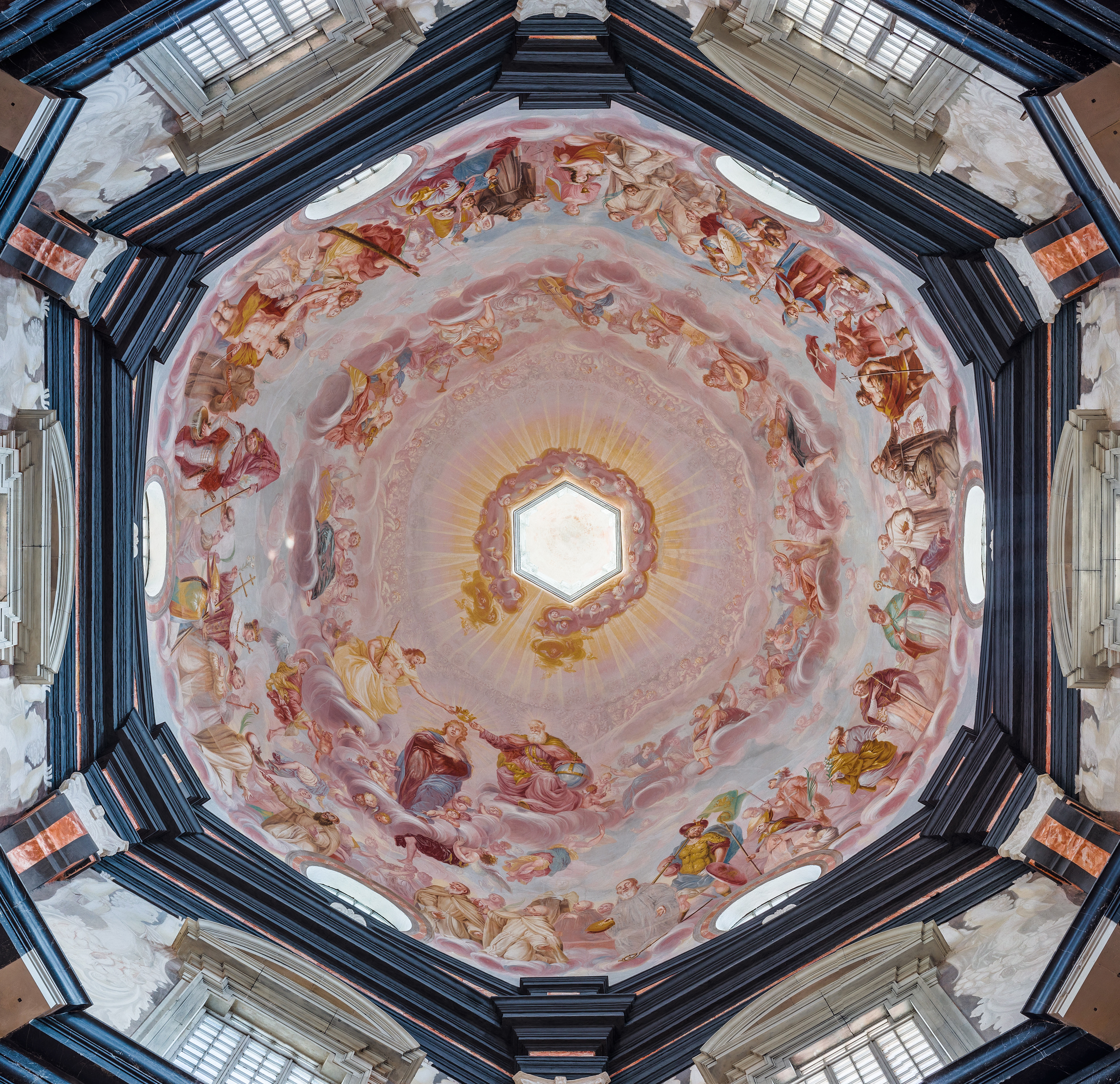
Dôme et fresques à l'intérieur de l'église.
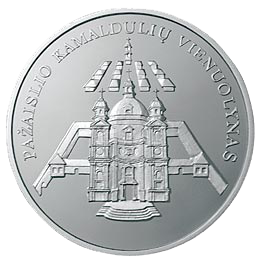
Pièce de monnaie de 1 litas commémorant la fondation du monastère.